# Berlin-Marathon 1986
| 13. Berlin-Marathon    | 13. Berlin-Marathon         |
| ---------------------- | --------------------------- |
| Stadt                  | Berlin, Deutschland         |
| Datum                  | 28. September 1986          |
| Distanz                | 42,195 Kilometer            |
| Sieger                 |                             |
| Männer                 | Bogusław Psujek (2:11:03 h) |
| Frauen                 | Charlotte Teske (2:32:10 h) |
| ← Berlin-Marathon 1985 | Berlin-Marathon 1987 →      |
| Website                | Offizielle Website          |

Der Berlin-Marathon 1986 war die 13. Ausgabe der jährlich stattfindenden Laufveranstaltung in West-Berlin, Bundesrepublik Deutschland. Der Marathon fand am 28. September 1986 statt.
Bei den Männern gewann Bogusław Psujek in 2:11:03 h, bei den Frauen Charlotte Teske in 2:32:10 h.

## Ergebnisse

### Männer
| Platz | Athlet             | Land           | Zeit (h) |
| ----- | ------------------ | -------------- | -------- |
| 01    | Bogusław Psujek    | Polen          | 2:11:03  |
| 02    | Henrik Jørgensen   | Dänemark       | 2:11:49  |
| 03    | Gabriel Kamau      | Kenia          | 2:12:35  |
| 04    | Delfim Moreira     | Portugal       | 2:12:39  |
| 05    | Zbigniew Pierzynka | Polen          | 2:13:02  |
| 06    | Pawel Lorens       | Polen          | 2:13:05  |
| 07    | Thomas Eickmann    | BR Deutschland | 2:13:24  |
| 08    | Eddy Hellebuyck    | Belgien        | 2:13:45  |
| 09    | Oddmund Roalkvam   | Norwegen       | 2:13:53  |
| 10    | Kingston Mills     | Irland         | 2:13:55  |

### Frauen
| Platz | Athletin        | Land                   | Zeit (h) |
| ----- | --------------- | ---------------------- | -------- |
| 01    | Charlotte Teske | BR Deutschland         | 2:32:10  |
| 02    | Magda Ilands    | Belgien                | 2:33:53  |
| 03    | Monika Schäfer  | BR Deutschland         | 2:34:05  |
| 04    | Renata Kokowska | Polen                  | 2:36:11  |
| 05    | Maureen Hurst   | Vereinigtes Königreich | 2:39:20  |
| 06    | Irina Hulanicka | Sowjetunion            | 2:39:37  |
| 07    | Ursula Starke   | BR Deutschland         | 2:39:42  |
| 08    | Ilona Zsilak    | Ungarn                 | 2:40:49  |
| 09    | Glynis Penny    | Vereinigtes Königreich | 2:41:25  |
| 10    | Eva Isaacs      | Schweden               | 2:42:23  |